# 戸井田カツヤ
戸井田 カツヤ（といだ かつや、1977年1月6日 - ）は、日本の男性総合格闘家。本名は戸井田 克也。和術慧舟會トイカツ道場所属。長野県長野市出身。長野県須坂高等学校、日本大学法学部経営法学科、両国柔整鍼灸専門学校柔整科卒業。
柔道をバックボーンとする寝技のテクニシャンで、巧みなセコンドワークでも知られる。また、白衣を身につけたり看護師を連れて入場していた。

## 来歴
大学2年時に和術慧舟會東京本部に入門。
1997年6月、アマ修斗ワンマッチ大宮フリーファイトに参戦。ハウス加賀谷に1R腕十字固めで勝利。
1998年8月23日、第5回全日本アマチュア修斗選手権大会のライト級トーナメントに出場。決勝で井上和浩に敗れ、準優勝となった。
1998年9月18日、プロ修斗デビュー戦で植松直哉と対戦し、腕ひしぎ十字固めで一本負け。
2001年12月16日、修斗ライト級（-65kg）チャンピオンシップでアレッシャンドリ・フランカ・ノゲイラと対戦し、0-3の判定負けを喫し王座獲得に失敗した。
2003年5月、アブダビコンバット・66kg未満級1回戦でバレット・ヨシダに敗れた。
2004年12月14日、修斗環太平洋ライト級王座決定トーナメント準決勝で佐藤ルミナと対戦し、右フックでKO負け。
2005年9月7日、HERO'Sのオープニングファイトで山本篤と対戦し、0-3の判定負け。
2006年11月10日、修斗環太平洋ライト級王座決定戦で不死身夜天慶と対戦し、0-1の判定ドローで王座獲得に失敗した。
2007年11月8日、修斗環太平洋ライト級王座決定戦でリオン武と対戦し、0-3の判定負けを喫し王座獲得に失敗した。
2002年頃より和術慧舟會RJW/CENTRAL内で「和術慧舟會トイカツ道場」として指導を行っていたが、2007年6月に東京都中野区に道場を独立オープンし、同年12月には中野区内で移転した。
2008年6月22日、CAGE FORCE 07のバンタム級王座決定トーナメント1回戦で徹肌ィ郎との和術慧舟會同門対決となったが、開始16秒パウンドによるTKO負け。
2009年2月22日、ADCC世界大会アジア予選・66kg未満級に出場。決勝で八隅孝平に肩固めで一本負けを喫し、日本代表の座を逃した。
2009年7月11日、DEEP X 04でハファエル・メンデスと対戦し、チョークスリーパーで一本負け。
2009年12月5日、1年半ぶりの総合格闘技復帰戦となったCAGE FORCEのメインイベントで高橋渉と対戦し、チョークスリーパーで一本勝ち。
2010年3月22日、修斗で矢地祐介と対戦し、ペダラーダを受け続行不可能となり反則勝ち。
2010年6月20日、SRC初参戦となったSRC13で大澤茂樹と対戦。3Rに戸井田のローブローで大澤が続行不可能となり反則負けとなったが、試合後に戸井田の提訴があり協議の結果7月28日にノーコンテストに変更された。
2011年10月29日、DEEP CAGE IMPACTで横田一則と対戦。2Rにサッカーボールキックとパウンドを受けセコンドのタオル投入によるTKO負けを喫した。
2013年4月26日、DEEP 62 IMPACTで赤尾セイジと対戦し、0-3の判定負け。試合後、リング上で引退を表明した。

## コメンテーターとしての側面
秋山成勲の反則により無効試合となった2006年12月31日のK-1 PREMIUM 2006 Dynamite!!における桜庭和志vs秋山成勲について、自身のウェブ日記において「実力差はあったのだから問題は無い」「桜庭はもう今の総合の流れにはついて来れてないな。」「秋山さんは多汗症でよく滑る」と秋山を擁護する内容の記事を書く。(練習仲間の秋山をさん付けで擁護。格闘技界の先輩である桜庭は呼び捨て)。これを菊田早苗が「マスコミでもファンでもない第三者の選手がそのようなことを軽々しく言うのはフェアではない」などと批判し、物議をかもした。
また秋山の行動に疑問をもつ多くの格闘技ファンからもこの日記に対して批判や抗議が殺到し、戸井田の記事は後日削除された。

## 戦績

### 総合格闘技
| 総合格闘技 戦績 | 総合格闘技 戦績 | 総合格闘技 戦績 | 総合格闘技 戦績 | 総合格闘技 戦績 | 総合格闘技 戦績 | 総合格闘技 戦績 |
| --------------- | --------------- | --------------- | --------------- | --------------- | --------------- | --------------- |
| 30 試合         | (T)KO           | 一本            | 判定            | その他          | 引き分け        | 無効試合        |
| 13 勝           | 0               | 5               | 7               | 1               | 3               | 1               |
| 13 敗           | 5               | 3               | 5               | 0               | 3               | 1               |

| 勝敗 | 対戦相手                             | 試合結果                             | 大会名                                                                                          | 開催年月日     |
| ×    | 赤尾セイジ                           | 5分2R終了 判定0-3                    | DEEP 62 IMPACT                                                                                  | 2013年4月26日  |
| ○    | 小林博幸                             | 5分2R終了 判定3-0                    | DEEP CAGE IMPACT 2012 in TOKYO 1st ROUND                                                        | 2012年12月8日  |
| ×    | 釜谷真                               | 1R 1:13 KO（パウンド）               | DEEP 57 IMPACT 〜12年目の現実〜                                                                 | 2012年2月18日  |
| ×    | 横田一則                             | 2R 0:25 TKO（タオル投入）            | DEEP CAGE IMPACT 2011 in TOKYO                                                                  | 2011年10月29日 |
| ×    | 田村一聖                             | 1R 1:23 KO（パウンド）               | 修斗 SHOOTO GIG TOKYO Vol.7                                                                     | 2011年8月6日   |
| －   | 大澤茂樹                             | 3R 1:35 ノーコンテスト（ローブロー） | SRC13                                                                                           | 2010年6月20日  |
| ○    | 矢地祐介                             | 1R 3:45 反則失格（蹴り上げ）         | 修斗 The Way of SHOOTO 02 〜Like a Tiger, Like a Dragon〜                                       | 2010年3月22日  |
| ○    | 高橋渉                               | 2R 0:28 チョークスリーパー           | CAGE FORCE                                                                                      | 2009年12月5日  |
| ×    | 徹肌ィ郎                             | 1R 0:16 TKO（右フック→パウンド）     | CAGE FORCE 07 【バンタム級王座決定トーナメント 1回戦】                                          | 2008年6月22日  |
| ×    | 日沖発                               | 2R 4:30 腕ひしぎ十字固め             | 修斗 BACK TO OUR ROOTS 07                                                                       | 2008年1月26日  |
| ×    | リオン武                             | 5分3R終了 判定0-3                    | 修斗 BACK TO OUR ROOTS 06 【修斗環太平洋ライト級王座決定戦】                                    | 2007年11月8日  |
| ○    | グスタボ・コエーリョ                 | 5分3R終了 判定3-0                    | HEAT4                                                                                           | 2007年8月11日  |
| △    | エイドリアン・パン                   | 5分3R終了 ドロー                     | Warriors Realm 9                                                                                | 2007年5月12日  |
| △    | 不死身夜天慶                         | 5分3R終了 判定0-1                    | 修斗 【修斗環太平洋ライト級王座決定戦】                                                         | 2006年11月10日 |
| ×    | 山本篤                               | 5分2R終了 判定0-3                    | HERO'S 2005 ミドル級世界最強王者決定トーナメント準決勝                                          | 2005年9月7日   |
| ○    | 石川真                               | 2R 4:09 チョークスリーパー           | 修斗                                                                                            | 2005年7月30日  |
| △    | 山本篤                               | 5分3R終了 判定0-0                    | D.O.G                                                                                           | 2005年3月12日  |
| ×    | 佐藤ルミナ                           | 2R 1:21 KO（右フック）               | 修斗 【環太平洋ライト級王座決定トーナメント 準決勝】                                            | 2004年12月14日 |
| ○    | 風田陣                               | 2R 4:19 腕ひしぎ十字固め             | 修斗 下北沢修斗劇場第8弾 〜熱中時代・稽古編〜 【環太平洋ライト級王座決定トーナメント 準々決勝】 | 2004年4月16日  |
| ×    | 植松直哉                             | 1R 4:06 アキレス腱固め               | 修斗 WANNA SHOOTO 2003                                                                          | 2003年11月3日  |
| ○    | ラミ・ボウカイ                       | 5分2R終了 判定2-0                    | 修斗                                                                                            | 2003年1月24日  |
| ×    | アレッシャンドリ・フランカ・ノゲイラ | 5分3R終了 判定0-3                    | 修斗 SHOOTO TO THE TOP -THE FINAL ACT- 【修斗ライト級チャンピオンシップ】                       | 2001年12月16日 |
| ○    | バレット・ヨシダ                     | 5分3R終了 判定2-0                    | 修斗 SHOOTO TO THE TOP                                                                          | 2001年7月6日   |
| ○    | オズマール・ディアス・フェルナンデス | 1R 0:37 腕ひしぎ十字固め             | 修斗 SHOOTO TO THE TOP                                                                          | 2001年5月1日   |
| ○    | 池田久雄                             | 5分3R終了 判定3-0                    | 修斗 SHOOTO TO THE TOP                                                                          | 2001年1月19日  |
| ○    | 梅村寛                               | 1R 2:07 腕ひしぎ十字固め             | 修斗 R.E.A.D.                                                                                   | 2000年11月12日 |
| ○    | 植野雄                               | 5分2R終了 判定3-0                    | 修斗 R.E.A.D.                                                                                   | 2000年7月22日  |
| ×    | 井上和浩                             | 5分2R終了 判定0-2                    | 修斗 R.E.A.D.                                                                                   | 2000年5月22日  |
| ○    | 勝田哲夫                             | 5分2R終了 判定3-0                    | 修斗 SHOOTO GIG '99                                                                             | 1999年4月9日   |
| ×    | 植松直哉                             | 1R 2:46 腕ひしぎ十字固め             | 修斗 Shooter's Dream                                                                            | 1998年9月18日  |

### グラップリング
| 勝敗 | 対戦相手             | 試合結果                                | 大会名                                                      | 開催年月日     |
| ×    | ハファエル・メンデス | 1R 0:58 チョークスリーパー              | DEEP X 04                                                   | 2009年7月11日  |
| ×    | バレット・ヨシダ     | 7分終了 ポイント0-4 / アドバンテージ1-0 | Giグラップリング2005 【ペナ級トーナメント 1回戦】           | 2004年10月24日 |
| △    | 矢野卓見             | 5分2R終了 判定40-40                     | CAND                                                        | 2004年10月24日 |
| ×    | 小室宏二             | 1R 2:50 袖車絞め                        | The CONTENDERS 8                                            | 2003年5月25日  |
| ○    | 桑原幸一             | 2R 3:14 アンクルホールド                | The CONTENDERS 7                                            | 2002年7月7日   |
| ×    | 若林次郎             | 5分2R終了 判定39-40                     | The CONTENDERS 6                                            | 2001年10月8日  |
| ×    | バレット・ヨシダ     | 5分2R終了 判定37-40                     | The CONTENDERS Millennium-1 【ライト級トーナメント 準決勝】 | 2001年6月10日  |
| ○    | 矢野卓見             | 5分2R終了 判定39-38                     | The CONTENDERS Millennium-1 【ライト級トーナメント 1回戦】  | 2001年6月10日  |
| ×    | 桑原幸一             | 2R 2:43 チョークスリーパー              | The CONTENDERS 4                                            | 2000年11月25日 |
| ×    | 井上和浩             | 5分2R終了 判定53-60                     | The CONTENDERS 1                                            | 1999年1月31日  |

## 獲得タイトル
- 全日本アマチュア修斗選手権 ライト級 準優勝（1998年）
- 全日本コンバットレスリング選手権 優勝＆MVP＆最多一本賞（2002年）